# Историја сексуалности
Историја сексуалности (фр. L'Histoire de la sexualité) је студија од четири тома о сексуалности у западном свету француског историчара и филозофа Мишела Фукоа, у којој аутор испитује појаву "сексуалности" као дискурзивног предмета и засебне сфере живота, и тврди да је став да сваки појединац има сексуалност настао релативно скоро у западном друштву. Први том, Воља за знањем (Ла волонте де савоир), први пут је објављен 1976. Употреба задовољства (Л'усаге дес плаисирс) и Брига о себи (Ле соуци де сои) објављени су 1984. године. Четврти том, Исповест меса ( Лес авеук де ла фотеља ), објављен је постхумно 2018. године.
У тому 1 Фуко критикује "репресивну хипотезу", идеју да је западно друштво потиснуло сексуалност од 17. до средине 20. века због пораста капитализма и буржоаског друштва. Фуко тврди да се дискурс о сексуалности у ствари ширио током овог периода, током којег су стручњаци почели истраживати сексуалност на научни начин, подстичући људе да признају своја сексуална осећања и поступке. Према Фукоу, у 18. и 19. веку друштво је постајало све више заинтересовано за сексуалности које се не уклапају у брачну везу: "свет перверзије" који укључује сексуалност деце, ментално болесних, злочинаца и хомосексуалаца, док до 19. века, сексуалност се лако истраживала и путем исповести и научних истрага. У тому 2 и тому 3, Фуко се бави улогом пола у грчкој и римској антици.
Књига је добила мешовити пријем, неки рецензенти су је хвалили, а други критиковали Фукоову академску стручност. Идеја да је сексуалност, укључујући хомосексуалност, друштвена конструкција више је повезана са Историјом сексуалности него са било којим другим делом.

## Том 1: Воља за знањем

### Део 1: Ми "други викторијанци"
У првом делу, Фуко разматра "репресивну хипотезу", широко распрострањено веровање западњака са краја 20. века да су сексуалност и отворена дискусија о сексу била друштвено потиснута током 17., 18., 19. и почетка 20. века, производ успона капитализма и буржоаског друштва, пре делимичног ослобађања сексуалности у модерном времену. Тврдећи да сексуалност никада није истински потиснута, Фуко поставља питање зашто модерни западњаци сматрају хипотезу, примјећујући да приказивање прошлости сексуалности као потиснуту даје основ за идеју, да у одбацивању прошлих моралних система будућа сексуалност може бити слободна и несметана, " ... врт земаљских ужитака ". Наслов одељка инспирисан је књигом Стивена Маркуса Други викторијанци: студија сексуалности и порнографије" у Енглеској средњег деветнаестог века .

### Део 2: Репресивна хипотеза
У другом делу, Фуко напомиње да је од 17. века до 1970-их заправо дошло до "...истинске дискурзивне експлозије" у расправи о сексу, мада се употребљавао "... овлашћени вокабулар" који је систематизовао и одређивао где се може разговарати о томе, када би се о томе могло разговарати и са ким. Он тврди да та жеља да се тако ентузијастично говори о сексу у западном свету произлази из контрареформације, када је Римокатоличка црква позвала своје следбенике да исповеду своје грешне жеље, као и своје поступке. Као доказ опсесије причањем о сексу он издваја објављивање књиге Мој тајни живот, анонимно написане крајем 19. века и у којој је детаљно представљен сексуални живот викторијанског господина. Заиста, Фуко каже да је почетком 18. века дошло до појаве "... политичког, економског и техничког подстицања да се говори о сексу" са самопрозваним стручњацима који су и моралистички и рационално говорили о сексу, потоњи су покушавали да га категоришу. Напомиње да су у том веку владе постале све више свесне да не морају само да управљају „поданицима“ или „народом“, већ „ становништвом “, и да су се као такве морале бавити таквим питањима као што су стопа наталитета и смрти, брак и контрацепција, чиме се повећава њихово интересовање и мења њихов дискурс о сексуалности.
Фуко тврди да се пре 18. века дискурс о сексуалности фокусирао на продуктивну улогу брачног пара, коју надгледају и канонско и грађанско право . У 18. и 19. веку, тврди он, друштво престаје да расправља о сексуалним животима брачних парова, уместо тога, све више се интересира за сексуалности које се не уклапају у ову заједницу; "свет перверзије" који укључује сексуалност деце, ментално болесних, злочинаца и хомосексуалаца. Напомиње да је то имало три главна ефекта на друштво.
1. Прво, била је све већа категоризација ових „перверзњака“; где би претходно човек који се бавио истополним активностима означен као појединац који је подлегао греху содомије, сада би био категорисан у нову "врсту", хомосексуалне.
2. Друго, Фуко тврди да обележавање перверзњака преноси осећај "задовољства и моћи" како за оне који проучавају сексуалност, тако и саме перверзњаке.
3. Треће, он тврди да је буржоаско друштво испољавало „грубу и фрагментирану перверзију“, лако се упуштајући у перверзност, али регулишући где се она може одвијати.[3]

### Део 3:Scientia Sexualis
У трећем делу, Фуко истражује развој научне студије секса, покушај откривања "истине" секса, феномен за који Фуко тврди да је својствен Западу. За разлику од западне сексуалне науке, Фуко уводи арс еротику, за коју тврди да постоји само у древним и источним друштвима. Даље, он тврди да је научни приступ сексу више пута коришћен у политичке сврхе, позивајући се на "јавну хигијену" за подршку државном расизму. Враћајући се утицају католичке исповести, он гледа на однос између исповедника и ауторитативне личности којој се исповеда, тврдећи да је, како је римокатоличанство замрачено у већем делу западне и северне Европе након реформације, концепт исповести преживео и постају све раширенији, улазећи у однос родитеља и детета, пацијента и психијатра и ученика и васпитача. До 19. века, тврди он, "истина" сексуалности лако се истраживала и путем исповести и кроз научно истраживање. Фуко наставља да испитује како се признавање сексуалности тада „конституише у научном смислу“, тврдећи да научници почињу да прате узрок свих аспеката људске психологије и друштва до сексуалних фактора.

### Део 4: Примена сексуалности
У четвртом делу, Фуко истражује питање зашто западно друштво жели да тражи "истину" секса. Фуко тврди да морамо развити "аналитику" моћи путем које можемо разумети секс. Истичући да власт контролише секс постављајући правила која треба да слиеди, он говори о томе како власт захтева послушност доминацијом, покоравањем и освајањем, а такође и како власт прикрива своје истинске намјере тако што их прикрива као корисне. Као пример, он издваја начин на који су феудалне апсолутне монархије Европе, саме форме власти, прикриле своје намере тврдећи да су оне потребне за одржавање закона, реда и мира. Као преостали концепт из времена феудализма, Фуко тврди да западњаци и даље виде моћ као продукт закона, али он то одбацује, изјављујући да морамо "... конструисати аналитику моћи која више не узима закон као модел и правило", и најављујући да другачији облик моћи управља сексуалношћу. "Морамо," каже Фуко, "истовремено замислити секс без закона, а моћ без краља." 
Фуко објашњава да он не мисли на моћ као доминацију или покоравање над друштвом коју врши власт или држава. Уместо тога, моћ треба разумети "као мноштво односа сила који су постоје у сфери у којој делују". На овај начин, он тврди, "Моћ је свуда ... зато што долази одасвуд", која потиче из свих друштвених односа и намеће се читавом друштву одоздо према горе, а не одоздо одоздо. Фуко критикује Вилхелма Рајха, пишући да је важна "историјско-политичка" критика сексуалне репресије формирана око Рајха ", сама могућност његовог успеха била је везана за чињеницу да се увек одвијала у домену практиковања сексуалности, а не изван или против ње." Према Фукоу, да се сексуално понашање у западним друштвима могло променити на више начина "без икаквих обећања или политичких услова које је Рајх предвидио да се реализује" показује да је "антирепресивна" борба "тактички помак и преокрет у великом размештању сексуалности. " 

### Део 5: Право на смрт и Моћ над животом
У петом делу, Фуко тврди да су се мотивације за власт над животом и смрћу промениле. Као и у феудално доба, „право на живот“ било је мање-више „право на смрт“, јер су суверене силе биле у стању да одлучују када је особа умрла. То се променило у „право на живот“, јер суверене државе су више забринуте због моћи над животом људи. Моћ постаје ствар како да побољшате живот. На пример, држава одлучи да некога погуби као осигурање друштва не оправдавајући чин, као некада, као осветољубиву правду. Овај нови нагласак на моћи над животом назива Биомоћ и долази у два облика. Прво, Фуко каже да је "усредсређено на тело као машину: дисциплиновање, оптимизација његових способности, изнуђивање његових сила, паралелно повећање његове корисности и послушности, његово интегрисање у системе ефикасне и економске контроле."  Други облик, тврди Фуко, појавио се касније и усредсређен је на "врсте тела, тело прожето механиком живота и служи као основа биолошким процесима: ширење, рођење и смртност, ниво здравља, животни век и дуговечност, са свим условима због којих се ови разликују. "  Биолошка моћ је, тврди, извор пораста капитализма, јер су државе постале заинтересоване за регулисање и нормализацију моћи над животом, а не толико забринуте за кажњавање и осуђивање акција.

## Том 2: Употреба задовољства
У овом списку Фоуцаулт говори о "начину на који су филозофи и лекари у класичној грчкој култури четвртог века пре нове ере проблематизовали сексуалну активност". .

## Том 3: Брига о себи
У овом тому, Фуко расправља текстове попут Онеирокритика, (Тумачење снова), од Артемидоруса. Остали аутори о чијим се радовима говори су Гален, Плутарцх и Псеудо-Лусиан . Фуко Онеирокритику описује као "референтну тачку" за свој рад, као нешто што представља уобичајени начин размишљања.